# Craig Henderson
Craig Henderson (ur. 24 czerwca 1987 w Lower hutt) – piłkarz, defensywny pomocnik, były zawodnik Mjällby AIF, Stabæk czy Indy Eleven. Zakończył karierę piłkarską 1 grudnia 2017 roku, po wygaśnięciu kontraktu z Indy Eleven.

## Kariera

### Wczesna kariera i studia
Henderson rozpoczął swoją karierę piłkarską w młodzieżowym klubie Stokes Valley. W latach 2003–2004 grał dla Western Suburbs FC, a następnie w sezonie 2004–2005 reprezentował Team Wellington, gdzie zanotował 7 występów i zdobył 2 bramki.
W 2006 roku wyjechał do Stanów Zjednoczonych, aby studiować na Dartmouth College, gdzie przez cztery lata grał w drużynie Dartmouth Big Green. W trakcie studiów wystąpił w 67 meczach, zdobywając 20 bramek i notując 13 asyst. W 2008 roku został jednogłośnie wybrany Graczem Roku Ivy League oraz znalazł się w trzeciej drużynie All-America.

### Kariera zawodowa
- Mjällby AIF (Szwecja, 2010–2014): W grudniu 2009 roku Henderson podpisał trzyletni kontrakt z Mjällby AIF. Niestety, w lutym 2010 roku doznał kontuzji kolana, która wykluczyła go z gry na kilka miesięcy. Zadebiutował w lidze w sierpniu 2012 roku przeciwko IFK Göteborg. W sumie rozegrał 37 meczów i zdobył 7 bramek[4].
- Stabæk (Norwegia, 2014–2015): W lutym 2014 roku podpisał kontrakt z norweskim klubem Stabæk. Wystąpił w 6 meczach i zdobył 1 bramkę[5].
- Mjøndalen (Norwegia, 2015): W sierpniu 2015 roku został wypożyczony do Mjøndalen, gdzie rozegrał 7 meczów i strzelił 1 gola[5].
- GAIS (Szwecja, 2016–2017): W 2016 roku dołączył do GAIS, gdzie w sezonie 2016 wystąpił w 19 meczach ligowych[6].
- Indy Eleven (USA, 2017): W lutym 2017 roku podpisał kontrakt z amerykańskim klubem Indy Eleven, gdzie rozegrał 18 meczów i zdobył 2 bramki.

### Kariera reprezentacyjna
Henderson reprezentował Nową Zelandię na różnych poziomach wiekowych:
- U-17: 2003
- U-20: 2007 – uczestnik Mistrzostw Świata U-20 w Kanadzie[7]
- U-23: 2006–2007 – uczestnik Igrzysk Olimpijskich w Pekinie w 2008 roku
- Seniorzy: 2013 – zadebiutował 15 października w meczu towarzyskim przeciwko Trynidadowi i Tobago[8]